# Rehavam Ze'evi

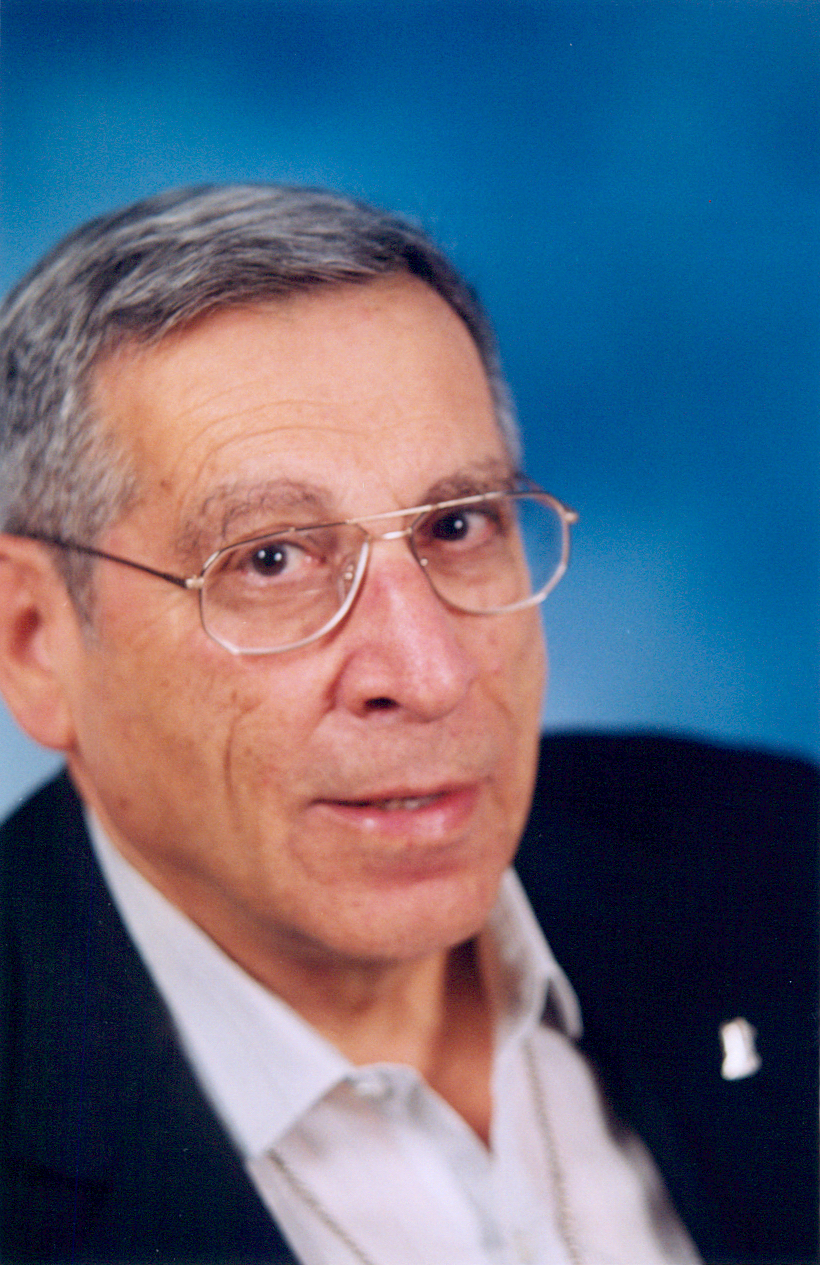
Rehavam Ze'evi

Rehavam "Gandhi" Ze'evi (hebreiska: רחבעם "גנדי" זאבי), född 20 juni 1926 i Jerusalem, död 17 oktober 2001 i Jerusalem, var en israelisk general, politiker och historiker som år 1988 grundade det israeliska högerpartiet Moledet (מולדת, "Fäderneslandet"). Han dödades av Folkfronten för Palestinas befrielse (vanligtvis förkortat PFLP) och blev den ende israeliske politikern som mördades under den andra intifadan. Mordet på Zeevi var enligt PFLP för att hämnas Israels mord på deras ledare Abu Ali Mustafa. 